# Copa Latina 1951
La Copa Latina de 1951 fue la tercera edición de la Copa Latina, un torneo de fútbol organizado por las federaciones nacionales de España (RFEF) —promotora del evento—, Italia (FIGC), Francia (FFF), Portugal (FPF) y avalado por la FIFA para designar a la mejor asociación y club del sur de Europa.
El equipo vencedor de esta tercera edición fue el local Associazione Calcio Milan tras vencer al Lille Olympique Sporting Club por cinco goles a cero. En esta tercera edición se anotaron un total de 26 goles en 5 partidos arrojando una media de 5,2 goles por encuentro.
A su finalización España y Portugal acumulaban en el ciclo ocho puntos, por siete de Francia e Italia.

## Desarrollo
En la edición italiana de 1951 el único campeón que no participó fue el francés, el Olympique Gymnaste Club de Nice que fue reemplazado por el subcampeón Lille Olympique Sporting Club. Repetían por España los atléticos que se encontraban en grandes años con Helenio Herrera en el banquillo y Larby Ben Barek, Henry Carlsson y Adrián Escudero entre otros sobre el terreno de juego. Enfrente estaba una Associazione Calcio Milan que empezaba a dar signos del gran equipo que llegó a ser en la época y que jugaría como local.

### Participantes
Fue la segunda vez que uno de los campeones no acudió al torneo. El representante francés, el Olympique Gymnaste Club de Nice fue reemplazado por el subcampeón Lille Olympique Sporting Club.
La Associazione Calcio Milan y el Lille Olympique Sporting Club debutaban en la competición.
Nota: Nombres y banderas de clubes según la época.
| Equipos participantes                                                                                      | |
| Semifinales                                                                                                | (Condición) |
| Associazione Calcio Milan Lille Olympique Sporting Club Club Atlético de Madrid Sporting Clube de Portugal | Campeón de Italia (Serie A 1950-51) Segundo clasificado (Division 1 1950-51) Campeón de España (Primera División 1950-51) Campeón de Portugal (Primeira Divisão 1950-51) |

## Fase final

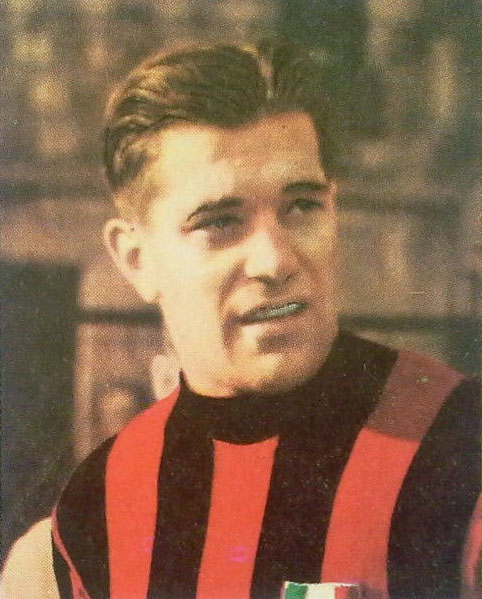
El sueco Gunnar Nordahl marcó tres de los cinco goles con los que el Associazione Calcio Milan derrotó en la final al Lille Olympique Sporting Club.

En las filas de la Associazione Calcio Milan destacaba especialmente el trío de atacantes suecos formado por Gunnar Gren, Gunnar Nordahl y Nils Liedholm, integrantes de la selección sueca campeona de los Juegos Olímpicos de Londres de 1948 —y conocida popularmente en Italia como «Gre-No-Li»—. Una victoria por 4-1 frente a los españoles y un 5-0 en la final de San Siro frente a los galos les catalogaba oficiosamente como el mejor club sudeuropeo del momento. Los rojiblancos finalizaron nuevamente terceros tras derrotar al S. C. Portugal igualando la puntuación de las federaciones española y lusa.

## Partidos
Milán 4 a 1 Atlético. Gren a Renosto. 1 a 0. Renosto. 2 a 0. Carlsson. 2 a 1. Nordahl a Renosto. 3 a 0. Liedholm a Renosto. 4 a 1.
Atlético 3 a 1 Sporting. Albano a Travassos. 0 a 1. Estrach para Carlsson. 1 a 1. Carlsson dio dos pases a Mascaró y Pérez-Payá. 3 a 1. Final: Milán 5 a 0 Lille. Gren a Nordahl. 1 a 0. Burini le roba a Tempowski y pone el 2 a 0. Gren a Nordhal. 3 a 0. Liedholm para Nordahl. 4 a 0. Burini para Annovazzi. 5 a 0.

### Eliminatorias
|  | Semifinales                                                        | Semifinales                                                        | Semifinales                                                        | Semifinales                                                        | Semifinales                                                        |             |   | Final               | Final               | Final               |  |  |  |
|  | Partido 1: 20 de junio (Milán) Partido 2: 21 y 22 de junio (Milán) | Partido 1: 20 de junio (Milán) Partido 2: 21 y 22 de junio (Milán) | Partido 1: 20 de junio (Milán) Partido 2: 21 y 22 de junio (Milán) | Partido 1: 20 de junio (Milán) Partido 2: 21 y 22 de junio (Milán) | Partido 1: 20 de junio (Milán) Partido 2: 21 y 22 de junio (Milán) |             |   | 24 de junio (Milán) | 24 de junio (Milán) | 24 de junio (Milán) |  |  |  |
|  |                                                                    |                                                                    |                                                                    |                                                                    |                                                                    |             |   |                     |                     |                     |  |  |  |
|  |                                                                    |                                                                    |                                                                    |                                                                    |                                                                    |             |   |                     |                     |                     |  |  |  |
|  | 1                                                                  | A. C. Milan                                                        | 4                                                                  |                                                                    |                                                                    |             |   |                     |                     |                     |  |  |  |
|  | 1                                                                  | A. C. Milan                                                        | 4                                                                  |                                                                    |                                                                    |             |   |                     |                     |                     |  |  |  |
|  | 4                                                                  | Atlético de Madrid                                                 | 1                                                                  |                                                                    |                                                                    |             |   |                     |                     |                     |  |  |  |
|  | 4                                                                  | Atlético de Madrid                                                 | 1                                                                  |                                                                    | A. C. Milan                                                        | A. C. Milan | 5 |                     |                     |                     |  |  |  |
|  |                                                                    |                                                                    |                                                                    |                                                                    |                                                                    | A. C. Milan | 5 |                     |                     |                     |  |  |  |
|  |                                                                    |                                                                    | Lille O. S. C.                                                     | Lille O. S. C.                                                     | 0                                                                  |             |   |                     |                     |                     |  |  |  |
|  | 3                                                                  | Lille O. S. C. (pró.)                                              | Lille O. S. C.                                                     | Lille O. S. C.                                                     | 0                                                                  | 1           | 6 | 7                   |                     |                     |  |  |  |
|  | 3                                                                  | Lille O. S. C. (pró.)                                              |                                                                    |                                                                    |                                                                    | 1           | 6 | 7                   |                     |                     |  |  |  |
|  | 2                                                                  | S. C. Portugal                                                     | 1                                                                  | 4                                                                  | 5                                                                  |             |   | Tercer lugar        | Tercer lugar        | Tercer lugar        |  |  |  |
|  | 2                                                                  | S. C. Portugal                                                     | 1                                                                  | 4                                                                  | 5                                                                  |             |   | Tercer lugar        | Tercer lugar        | Tercer lugar        |  |  |  |
|  |                                                                    |                                                                    |                                                                    |                                                                    |                                                                    |             |   |                     |                     |                     |  |  |  |
|  |                                                                    |                                                                    |                                                                    |                                                                    |                                                                    |             |   | Atlético Madrid     | Atlético Madrid     | 3                   |  |  |  |
|  |                                                                    |                                                                    |                                                                    |                                                                    |                                                                    |             |   | Atlético Madrid     | Atlético Madrid     | 3                   |  |  |  |
|  |                                                                    |                                                                    |                                                                    |                                                                    |                                                                    |             |   | S. C. Portugal      | S. C. Portugal      | 1                   |  |  |  |
|  |                                                                    |                                                                    |                                                                    |                                                                    |                                                                    |             |   | S. C. Portugal      | S. C. Portugal      | 1                   |  |  |  |
|  |                                                                    |                                                                    |                                                                    |                                                                    |                                                                    |             |   |                     |                     |                     |  |  |  |

#### Semifinales
| 20 de junio de 1951 | A. C. Milan                       | 4:1 (2:0) | Atlético de Madrid | Estadio Giuseppe Meazza, Milán |                       |
|                     | Renosto 17' 55' 75' · Nordahl 19' | Reporte   | 70' Carlsson       | Árbitro(s): Léon Boes          | Árbitro(s): Léon Boes |

| 21 de junio de 1951 | Lille O. S. C. | 1:1 (1:0) | S. C. Portugal | Estadio Giuseppe Meazza, Milán   |                                  |
|                     | Jensen 37'     | Reporte   | 56' Vasques    | Árbitro(s): Manuel Asensi Martín | Árbitro(s): Manuel Asensi Martín |

| Desempate de Semifinal; 22 de junio de 1951 | Lille O. S. C.                             | 6:4 (2:1, 4:4) (t. s.) | S. C. Portugal                     | Estadio Giuseppe Meazza, Milán   |                                  |
|                                             | Strappe 5' 45' 49' 54' 97' · Tempowski 92' | Reporte                | 27' 53' 76' Vasques · 65' Caldeira | Árbitro(s): Manuel Asensi Martín | Árbitro(s): Manuel Asensi Martín |

#### Tercer puesto
| 24 de junio de 1951 | Club Atlético de Madrid                     | 3:1 (1:1) | Sporting de Lisboa | Estadio Giuseppe Meazza, Milán |                     |
|                     | Carlsson 13' · Mascaró 73' · Pérez-Payá 89' | Reporte   | 8' Travassos       | Árbitro(s): Carpani            | Árbitro(s): Carpani |

#### Final
|    | POR | Lorenzo Buffon    |  |
|    | DEF | Andrea Bonomi     |  |
|    | DEF | Arturo Silvestri  |  |
|    | MED | Nils Liedholm     |  |
|    | MED | Benigno De Grandi |  |
|    | MED | Carlo Annovazzi   |  |
|    | MED | Omero Tognon      |  |
|    | MED | Albano Vicariotto |  |
|    | DEL | Renzo Burini      |  |
|    | DEL | Gunnar Gren       |  |
|    | DEL | Gunnar Nordahl    |  |
|    |     |                   |  |
| DT | DT  | Lajos Czeizler    |  |

|    | POR | Pierre Angel         |  |
|    | DEF | Jacques van Cappelen |  |
|    | DEF | Cor van der Hart     |  |
|    | DEF | Guy Poitevin         |  |
|    | DEF | Marceau Somerlinck   |  |
|    | MED | Albert Dubreucq      |  |
|    | MED | Jean Vincent         |  |
|    | DEL | Erik Kuld Jensen     |  |
|    | DEL | Jean Lechantre       |  |
|    | DEL | Boleslaw Tempowski   |  |
|    | DEL | André Strappe        |  |
|    |     |                      |  |
| DT | DT  | André Cheuva         |  |

|  | 32' | Gunnar Nordahl  | 1-0 |
|  | 40' | Renzo Burini    | 2-0 |
|  | 57' | Gunnar Nordahl  | 3-0 |
|  | 67' | Gunnar Nordahl  | 4-0 |
|  | 70' | Carlo Annovazzi | 5-0 |

| Árbitro | Eugen Scherz Reporte |

|    | POR | Lorenzo Buffon    |  |
|    | DEF | Andrea Bonomi     |  |
|    | DEF | Arturo Silvestri  |  |
|    | MED | Nils Liedholm     |  |
|    | MED | Benigno De Grandi |  |
|    | MED | Carlo Annovazzi   |  |
|    | MED | Omero Tognon      |  |
|    | MED | Albano Vicariotto |  |
|    | DEL | Renzo Burini      |  |
|    | DEL | Gunnar Gren       |  |
|    | DEL | Gunnar Nordahl    |  |
|    |     |                   |  |
| DT | DT  | Lajos Czeizler    |  |

|    | POR | Pierre Angel         |  |
|    | DEF | Jacques van Cappelen |  |
|    | DEF | Cor van der Hart     |  |
|    | DEF | Guy Poitevin         |  |
|    | DEF | Marceau Somerlinck   |  |
|    | MED | Albert Dubreucq      |  |
|    | MED | Jean Vincent         |  |
|    | DEL | Erik Kuld Jensen     |  |
|    | DEL | Jean Lechantre       |  |
|    | DEL | Boleslaw Tempowski   |  |
|    | DEL | André Strappe        |  |
|    |     |                      |  |
| DT | DT  | André Cheuva         |  |

|  | 32' | Gunnar Nordahl  | 1-0 |
|  | 40' | Renzo Burini    | 2-0 |
|  | 57' | Gunnar Nordahl  | 3-0 |
|  | 67' | Gunnar Nordahl  | 4-0 |
|  | 70' | Carlo Annovazzi | 5-0 |

| Árbitro | Eugen Scherz Reporte |

|                                        |
| Bandera de Italia                      |
| Campeón A. C. MILAN (FIGC) 1.er título |

## Estadísticas

### Máximos goleadores
| Jugador              | Club                          | Goles | PJ |
| -------------------- | ----------------------------- | ----- | -- |
| André Strappe        | Lille                         | 5     | 3  |
| Gunnar Nordahl       | Associazione Calcio Milan     | 4     | 2  |
| Manuel Vasques       | Sporting de Lisboa            | 4     | 3  |
| Mario Renosto        | Associazione Calcio Milan     | 3     | 1  |
| Henry Carlsson       | Club Atlético de Madrid       | 2     | 2  |
| Carlo Annovazzi      | Associazione Calcio Milan     | 1     | 2  |
| Renzo Burini         | Associazione Calcio Milan     | 1     | 2  |
| Pedro Mascaró        | Club Atlético de Madrid       | 1     | 2  |
| José Luis Pérez-Payá | Club Atlético de Madrid       | 1     | 2  |
| José Travassos       | Sporting de Lisboa            | 1     | 2  |
| Manuel Caldeira      | Sporting de Lisboa            | 1     | 3  |
| Erik Kuld Jensen     | Lille Olympique Sporting Club | 1     | 3  |
| Boleslaw Tempowski   | Lille Olympique Sporting Club | 1     | 3  |

### Máximos Asistentes
3 asistencias
- Gunnar Gren

2 asistencias
- Henry Carlsson
- Nils Liedholm

1 Asistencia
- Gunnar Nordahl
- Renzo Burini
- Albano Pereira
- Salvador Estruch Mañez